# 5 januari
5 januari is de 5de dag van het jaar in de gregoriaanse kalender. Hierna volgen nog 360 dagen (361 dagen in een schrikkeljaar) tot het einde van het jaar.

## Gebeurtenissen
- Algemeen
  - 1982 - Het Amerikaanse hooggerechtshof verwerpt een wet uit Arkansas waarin scholen verplicht zijn het creationisme te onderwijzen.
  - 1988 - Jules Croiset blijkt zijn eigen ontvoering, dreigbrieven en een bommelding in scène te hebben gezet.
  - 1993 - De olietanker Braer slaat bij de Shetlandeilanden te pletter: 85.000 ton olie stroomt in zee.[1]
  - 2011 - Een grote brand bij chemiebedrijf chemie-pack in Moerdijk veroorzaakt een enorme rookwolk en een grootschalige vervuiling van bodem en oppervlaktewater.[1] Bestuurlijk wordt opgeschaald naar het niveau GRIP 4. Twintig hulpverleners en 150 andere mensen worden behandeld voor klachten die mogelijk het gevolg geweest zijn van blootstelling aan gevaarlijke stoffen.
  - 2012 - Bij een aardverschuiving in Pantukan, op het zuidelijke Filipijnse eiland Mindanao, als gevolg van aanhoudende regen, komen minstens 25 mensen om. Er zijn ongeveer 100 vermisten.
  - 2024 - Een botsing tussen twee treinen, dicht bij het Cicalengka treinstation in Bandung op het Indonesische eiland Java, kost het leven aan minstens vier personen en enkele tientallen personen raken daarbij gewond.[2]
- Economie
  - 1914 - In de autofabrieken van Henry Ford wordt de achturige werkdag ingevoerd.[1]
- Media
  - 1828 - De eerste editie van het Algemeen Handelsblad komt in Amsterdam van de persen.[1]
  - 1956 - Eerste NTS-journaal op de Nederlandse televisie. Onderwerpen: hardnekkige gladheid, interview met Caroline, de dochter van schaakkampioen Max Euwe en jonge stieren door de straten van Pamplona.
  - 1976 - De eerste uitzending van het radioprogramma Met het Oog op Morgen.[1]
  - 1981 - De eerste uitzending van het NOS Jeugdjournaal, gepresenteerd door Leontien Ceulemans.[1]
  - 1989 - De eerste uitzending van het televisiespelletje Lingo. Presentator is Robert ten Brink.[1]
  - 2009 - De eerste uitzending van de Vlaamse radiozender MNM.[3]
  - 2016 - Het NOS Journaal staat stil bij hun 60-jarig bestaan. De kijker krijgt een kijkje achter de schermen en diverse voormalige nieuwslezers zijn weer even terug om het huidige nieuws voor te lezen.
  - 2020 - De eerste uitzending van Wie denk je wel dat je bent?.
  - 2024 - RTL 4 zendt de eerste aflevering van het televisieprogramma Stars on Stage uit, waarin Bekende Nederlanders worden opgeleid tot musicalsterren.[4]
- Oorlog
  - 1477 - Slag bij Nancy tussen de Bourgondiërs en troepen uit Zwitserland en Lotharingen waarbij Karel de Stoute sneuvelt.[1]
  - 1862 - Slag bij Hancock (Amerikaanse Burgeroorlog)
  - 1942 - Twee krijgsgevangenen, Airey Neave en Tony Luteijn (beide officieren), ontsnappen uit het Duitse concentratiekamp Colditz. Na een reis van vier dagen bereiken ze veilig de Zwitserse grens.
- Politiek
  - 1950 - Voormalig Belgisch Kamerlid Ward Hermans wordt wegens zijn houding in WO II tot levenslange gevangenisstraf veroordeeld.
  - 1968 - Alexander Dubček wordt secretaris van de Communistische Partij van Tsjecho-Slowakije.
  - 1983 - De Franse regering verbiedt het Corsicaans Nationaal Bevrijdingsfront (FLNC).
  - 1991 - Frankrijk kondigt aan de troepenversterkingen geleidelijk weer terug te trekken uit Tsjaad nu de rebellie van eenheden die de afgezette president Hissène Habré steunen is neergeslagen.
  - 2008 - Micheil Saakasjvili wordt bij vervroegde verkiezingen met 53,5% van de stemmen herkozen tot president van Georgië. De verkiezingen werden uitgeroepen na uit de hand gelopen demonstraties tegen zijn regering in november 2007.
  - 2009 - Ahmed Aboutaleb wordt geïnstalleerd als burgemeester van Rotterdam. Hij is de eerste Nederlander met een Marokkaanse achtergrond die dit ambt bekleedt.
- Religie
  - 1964 - Ontmoeting tussen Paus Paulus VI en patriarch Athenagoras I van Constantinopel in Jeruzalem. Het is de eerste ontmoeting tussen de leiders van de rooms-katholieke en Orthodoxe Kerk sinds 1439.
- Sport
  - 1935 - De Nederlandse ijshockeyploeg speelt in Amsterdam zijn allereerste interland uit de geschiedenis. Tegenstander is België, dat met 0-4 wint.
  - 1984 - Tijdens een sportgala in Ahoy' Rotterdam kiest de vaderlandse sportpers zwemster Conny van Bentum en atleet Rob Druppers tot respectievelijk sportvrouw en sportman van het jaar 1983. Sportploeg werd de Nederlandse vrouwenhockeyploeg vanwege de wereldtitel behaald in Kuala Lumpur.
  - 1994 - RSC Anderlecht wint de Belgische Supercup door Standard Luik met 3-0 te verslaan in het Constant Vanden Stockstadion.
  - 2011 - Voor het eerst sinds 1956 wordt op Het Kasteel weer gevoetbald om de Zilveren Bal. De wedstrijd gaat tussen Sparta Rotterdam en Feyenoord, en eindigt in een 4-2-overwinning voor Feyenoord.
  - 2018 - Camiel Eurlings sinds 2013 lid van het Internationaal Olympisch Comité, treedt na zware druk in de media vanwege zijn mishandeling van zijn toenmalige vriendin in 2015 terug als lid.
  - 2020 - Het standbeeld van Zlatan Ibrahimovic in Malmö is zwaar toegetakeld, mogelijk zijn de daders kwaad over de aankoop van aandelen die Zlatan eerder kocht bij vijandige club Hammarby IF.
  - 2022 - Wielrenkampioene Amy Pieters die sinds 23 december 2021 in coma ligt na een ernstig ongeluk in Spanje is vandaag weer zelfstandig aan het ademen.
- Wetenschap en technologie
  - 1896 - In de Wiener Presse verschijnt het eerste, publieke artikel over de door Wilhelm Röntgen ontdekte röntgenstraling.[1]
  - 1972 - De Amerikaanse president Nixon kondigt de ontwikkeling van de spaceshuttle aan.[1]
  - 2005 - De mummie van Toetanchamon wordt in een CT-scanner gestoken. Hiermee wordt de vermoedelijke doodsoorzaak van de farao ontdekt.
  - 2005 - Ontdekking van dwergplaneet Eris.[5]
  - 2024 - Lancering van een Kuaizhou 1A raket van ExPace vanaf lanceerbasis Jiuquan in China voor de Tianmu-1 15-18 missie met vier kleine weersatellieten.[6]
  - 2024 - NASA publiceert de eerste afbeeldingen die gemaakt zijn met het XRISM (X-Ray Imaging and Spectroscopy Mission) ruimtevaartuig dat is gelanceerd op 7 september 2023: enkele afbeeldingen van supernovarestant N132D gemaakt door het Resolve instrument en het Xtend instrument en van het sterrenstelsel Abell 2319 gemaakt door het Xtend instrument.[7]

## Geboren

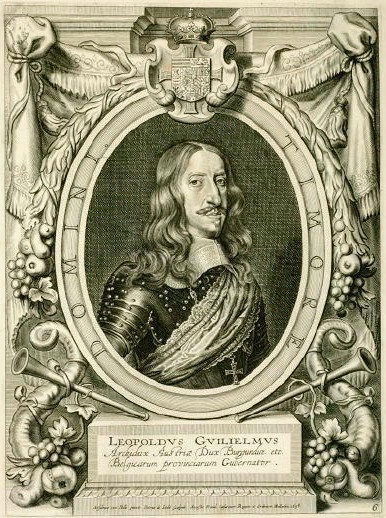
Leopold Willem van Oostenrijk
geboren in 1614

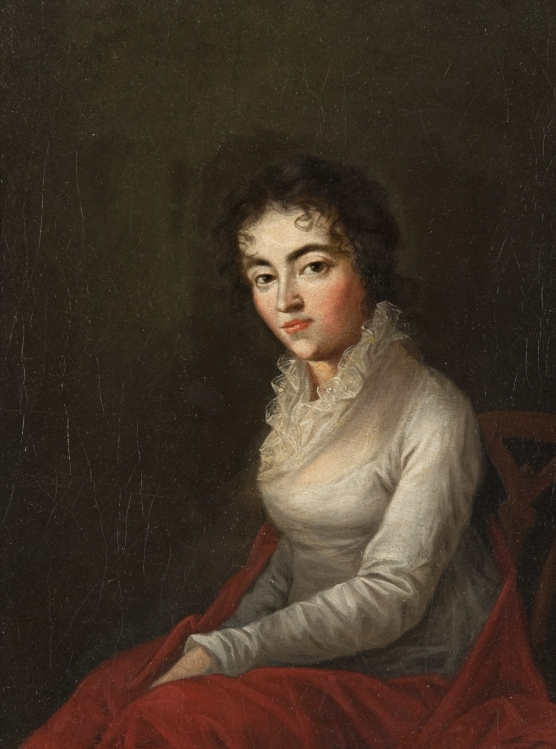
Constanze Weber
geboren in 1762

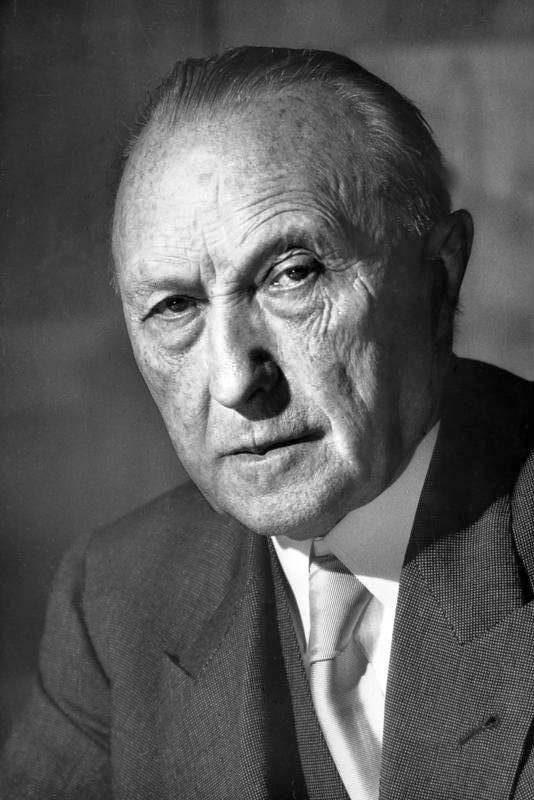
Konrad Adenauer
geboren in 1876

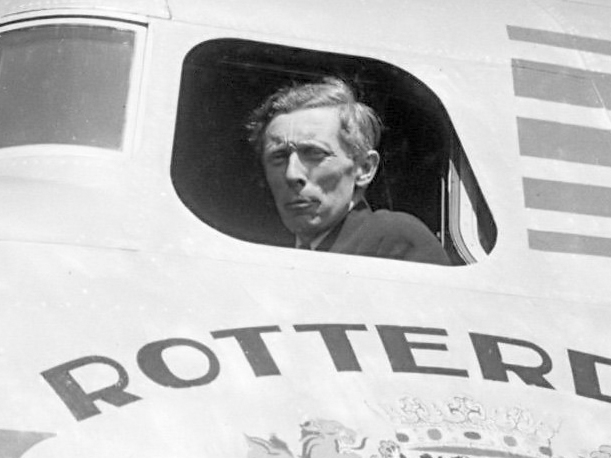
Adriaan Viruly
geboren in 1905

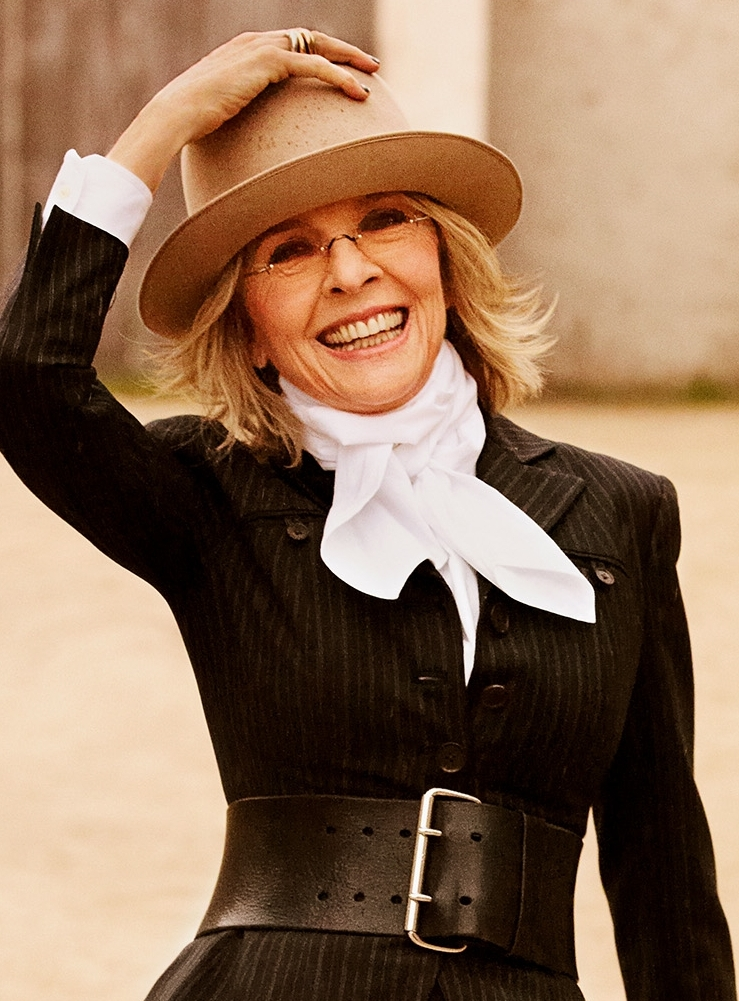
Diane Keaton
geboren in 1946

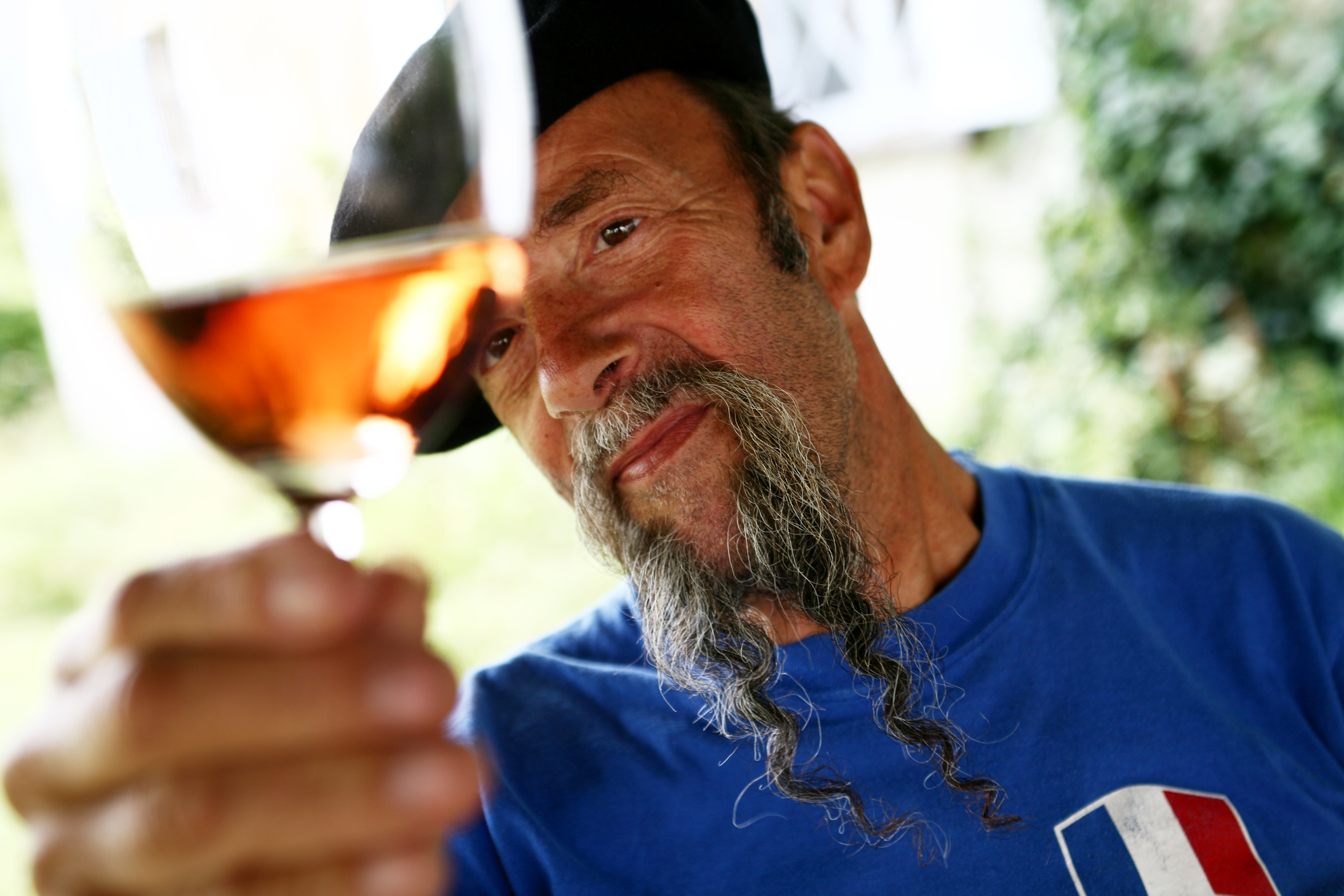
Ilja Gort
geboren in 1951

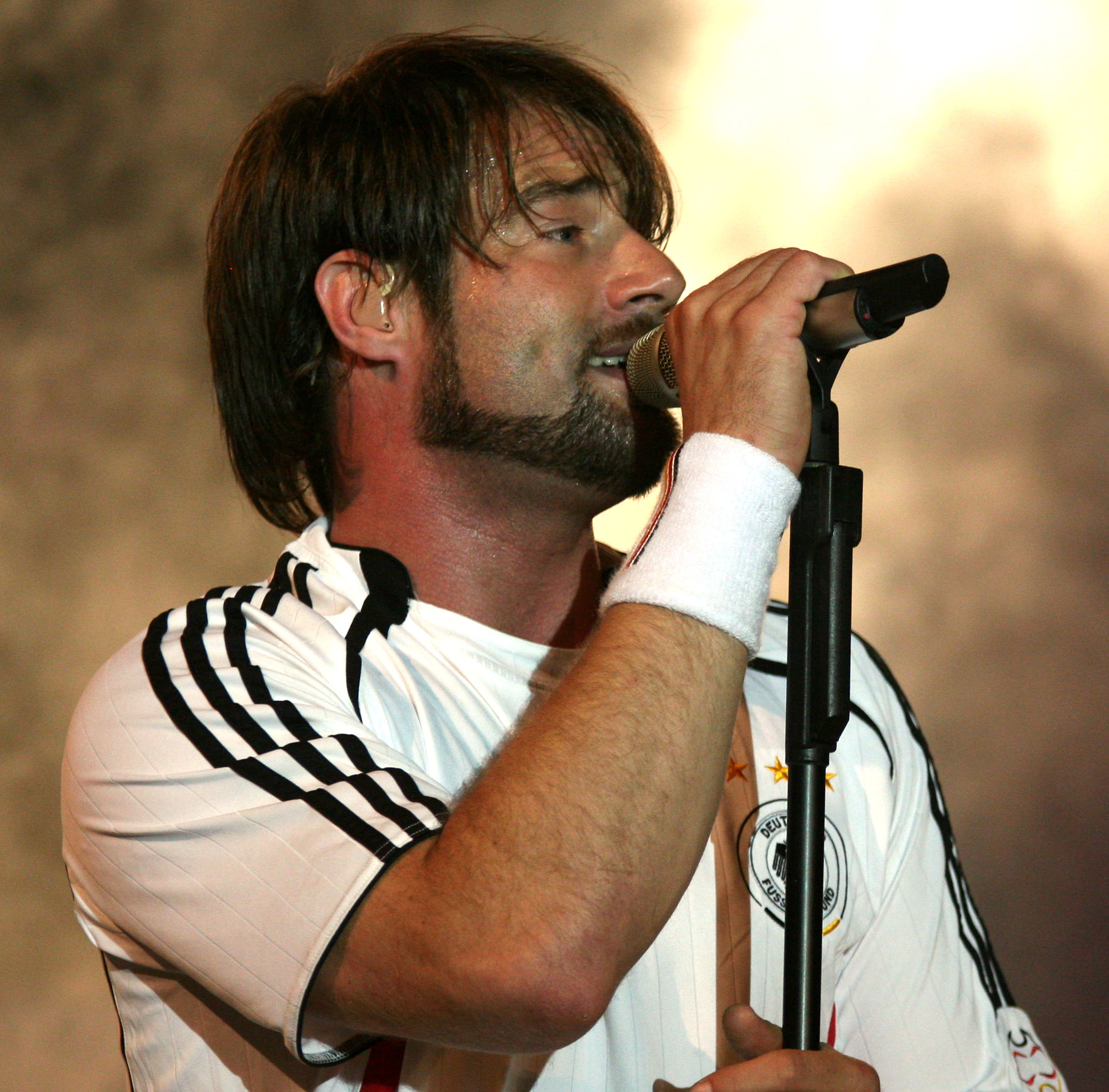
Sasha
geboren in 1972

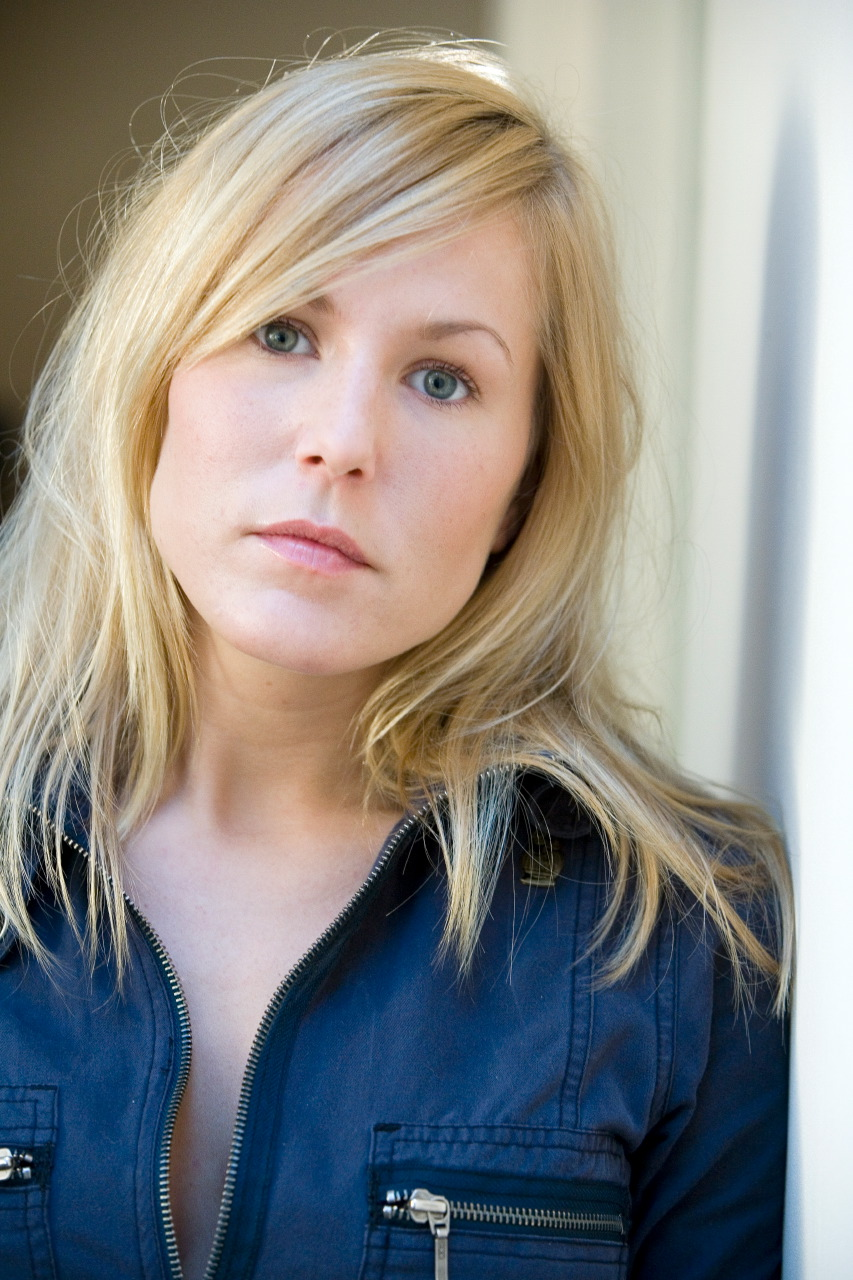
Hadewych Minis
geboren in 1977

- 1614 - Leopold Willem van Oostenrijk, landvoogd van de Zuidelijke Nederlanden (overleden 1662)
- 1762 - Constanze Weber, vrouw van Wolfgang Amadeus Mozart (overleden 1842)
- 1767 - Jean-Baptiste Say, Frans econoom (overleden 1832)
- 1814 - Melchor Ocampo, Mexicaans staatsman (overleden 1861)
- 1855 - King Camp Gillette, Amerikaans uitvinder van het scheermesje (overleden 1932)
- 1864 - Carel Hendrik Theodoor Bussemaker, Nederlands geschiedkundige (overleden 1914)
- 1873 - Richard Acke, Belgisch architect (overleden 1934)
- 1876 - Konrad Adenauer, Duits kanselier (overleden 1967)
- 1881 - David Hammond, Amerikaans waterpoloër (overleden 1940)[8]
- 1884 - Vilmos Huszár, Hongaars-Nederlands beeldend kunstenaar (De Stijl) (overleden 1960)
- 1885 - Evert Kupers, Nederlands vakbondsleider en politicus (overleden 1965)
- 1888 - Fritz Förderer, Duits voetballer (overleden 1952)
- 1891 - Johan Boskamp, Nederlands acteur (overleden 1976)
- 1893 - Elizabeth Cotten, Amerikaans folk- en bluesmuzikante (overleden 1987)
- 1896 - Hendrik Algra, Nederlands journalist en politicus (overleden 1982)
- 1900 - Yves Tanguy, Frans kunstschilder (overleden 1955)
- 1902 - Pierre Palla, Nederlands pianist, organist en koordirigent (overleden 1968)
- 1902 - Adolfo Zumelzú, Argentijns voetballer (overleden 1973)
- 1905 - Adriaan Viruly, Nederlands vlieger en schrijver (overleden 1986)
- 1906 - Gerard Bertheloot, Belgisch atleet (overleden 1950)
- 1907 - Volmari Iso-Hollo, Fins atleet (overleden 1969)
- 1909 - Lucienne Bloch, Zwitsers-Amerikaans kunstenares (overleden 1999)
- 1911 - Louis Aimar, Frans-Italiaans wielrenner (overleden 2005)
- 1913 - Jack Haig, Brits acteur (overleden 1989)
- 1916 - Maup Caransa, Nederlands ondernemer en onroerend goedhandelaar (overleden 2009)
- 1917 - Émile Renson, Belgisch atleet (overleden ??)
- 1917 - Jane Wyman, Amerikaans filmactrice en eerste vrouw van president Ronald Reagan (overleden 2007)
- 1920 - André Simon, Frans autocoureur (overleden 2012)
- 1921 - Bernhard Droog, Nederlands acteur (overleden 2009)
- 1921 - Friedrich Dürrenmatt, Zwitsers schrijver en schilder (overleden 1990)
- 1921 - Groothertog Jan van Luxemburg (overleden 2019)
- 1921 - Anton Rovers, Nederlands kunstschilder (overleden 2003)
- 1923 - Norberto Méndez, Argentijns voetballer (overleden 1998)
- 1924 - Frans Verpoorten, Nederlands schilder, beeldhouwer en graficus (overleden 1997)
- 1924 - Beatrice Winde, Amerikaans actrice (overleden 2004)
- 1926 - Joshua Benjamin Jeyaretnam, Singaporees politicus (overleden 2008)
- 1926 - Veikko Karvonen, Fins atleet (overleden 2007)
- 1927 - Joker Arroyo, Filipijns advocaat en politicus (overleden 2015)
- 1928 - Zulfikar Ali Bhutto, Pakistaans politicus (overleden 1979)
- 1928 - Walter Mondale, Amerikaans politicus en vicepresident (overleden 2021)
- 1929 - Alexandre Jany, Frans zwemmer (overleden 2001)
- 1929 - Robert K. Massie, Amerikaans historicus en auteur (overleden 2019)
- 1930 - Louis Desmet, Belgisch atleet (overleden 2001)
- 1930 - Frederick Tillis, Amerikaans componist, jazzsaxofonist en dichter (overleden 2020)
- 1931 - Alfred Brendel, Oostenrijks pianist (overleden 2025)
- 1931 - Walter Davis, Amerikaans atleet en basketballer (overleden 2020)
- 1931 - Robert Duvall, Amerikaans acteur
- 1932 - Umberto Eco, Italiaans schrijver en semioticus (overleden 2016)
- 1932 - Bill Foulkes, Brits voetballer (overleden 2013)
- 1934 - Eddy Pieters Graafland, Nederlands voetbaldoelman (overleden 2020)
- 1935 - Jean-Pierre de Launoit, Belgisch bankier (overleden 2014)
- 1938 - Keith Greene, Brits autocoureur (overleden 2021)
- 1938 - Juan Carlos I van Spanje, Koning van Spanje
- 1938 - Piet Kruiver, Nederlands voetballer (overleden 1989)
- 1938 - Grietje Post, Nederlands televisiepersoonlijkheid (overleden 2023)
- 1938 - Ngũgĩ wa Thiong'o (James Ngugi), Keniaans schrijver (overleden 2025)
- 1939 - Peter Struycken, Nederlands beeldend kunstenaar
- 1940 - Hans Eijkenbroek, Nederlands voetballer en voetbaltrainer (overleden 2024)
- 1940 - Pim de la Parra, Surinaams-Nederlands filmregisseur (overleden 2024)
- 1941 - Xavier Buisseret, Belgisch politicus (overleden 2020)
- 1942 - Hans Kusters, Nederlands ondernemer, producent en muziekuitgever
- 1942 - Maurizio Pollini, Italiaans pianist (overleden 2024)
- 1942 - Kris Smet, Belgisch actrice en radio- en televisiepresentatrice
- 1943 - Moertaz Choertsilava, Georgisch voetballer en trainer
- 1943 - Ignace van Swieten, Nederlands voetbalscheidsrechter (overleden 2005)
- 1944 - Jan de Vries, Nederlands motorcoureur (overleden 2021)
- 1945 - Jacques De Coster, Belgisch politicus (overleden 2022)
- 1945 - Hans van der Gragt, Nederlands acteur
- 1945 - Roger Spottiswoode, Canadees-Brits regisseur
- 1946 - Diane Keaton, Amerikaans actrice
- 1946 - Giuseppe Materazzi, Italiaans voetballer
- 1946 - Mieke Sterk, Nederlands atlete en politica
- 1947 - Osman Arpacıoğlu, Turks voetballer (overleden 2021)
- 1948 - Giuseppe Impastato, Italiaans politiek activist (overleden 1978)
- 1949 - Anne-Marie Lizin, Belgisch politica (overleden 2015)
- 1949 - John O'Creagh, Amerikaans acteur (overleden 2016)
- 1950 - Lex van Rossen, Nederlands popfotograaf (overleden 2007)
- 1951 - Ilja Gort, Nederlands schrijver, wijnboer en presentator
- 1952 - Uli Hoeneß, Duits voetballer
- 1953 - Pamela Sue Martin, Amerikaans actrice
- 1954 - Jan Everse, Nederlands voetballer en voetbaltrainer
- 1954 - László Krasznahorkai, Hongaars schrijver
- 1954 - Herman Schueremans, Belgisch politicus en organisator van Rock Werchter
- 1955 - Ella Kalsbeek, Nederlands politica
- 1956 - Vladimir Fjodorov, Sovjet voetballer (overleden 1979)
- 1957 - Maartin Allcock, Engels multi-instrumentalist, bassist en gitarist (overleden 2018)
- 1957 - David Fairclough, Engels voetballer
- 1957 - Juan Fernández, Spaans wielrenner
- 1959 - Clancy Brown, Amerikaans acteur en stemacteur
- 1959 - Slavko Dujić, Kroatisch kunstschilder
- 1960 - Steve Jones, Brits piloot
- 1960 - Miranda van Kralingen, Nederlands operazangeres
- 1961 - Yaron Pesztat, Belgisch politicus
- 1962 - Carmine Abbagnale, Italiaans roeier
- 1962 - Suzy Amis, Amerikaans actrice en model
- 1964 - Miguel Ángel Jiménez, Spaans golfer
- 1964 - Michel Kleinjans, Belgisch zeiler
- 1964 - Jan van der Rassel, Nederlands darter
- 1965 - Vinnie Jones, Engels voetballer en acteur
- 1965 - Patrik Sjöberg, Zweeds atleet
- 1966 - Héctor Baldassi, Argentijns voetbalscheidsrechter
- 1967 - David Donohue, Amerikaans autocoureur
- 1967 - Joe Flanigan, Amerikaans acteur
- 1967 - Nada van Nie, Nederlands actrice en televisiepresentatrice
- 1967 - Markus Söder, Duits politicus
- 1968 - DJ BoBo (René Baumann), Zwitsers dj
- 1969 - Mai Charoenpura, Thais zangeres en actrice
- 1969 - Marilyn Manson, Amerikaans zanger
- 1969 - Paul McGillion, Schots-Canadees acteur
- 1969 - Mark Tijsmans, Belgisch acteur en zanger
- 1969 - Shea Whigham, Amerikaans acteur
- 1970 - Igor Bališ, Slowaaks voetballer
- 1970 - Joeri Kovtoen, Russisch voetballer en voetbalcoach
- 1970 - Friedl' Lesage, Belgisch radiopresentatrice
- 1970 - Troy Van Leeuwen, Amerikaans gitarist
- 1971 - Bjørn Otto Bragstad, Noors voetballer
- 1972 - Sasha, Duits zanger
- 1974 - Iwan Thomas, Brits atleet
- 1975 - Bradley Cooper, Amerikaans acteur
- 1976 - Joris van Casteren, Nederlands schrijver
- 1977 - Mirella van Markus, Nederlands presentatrice
- 1977 - Jason Mbote, Keniaans atleet
- 1977 - Hadewych Minis, Nederlands actrice
- 1978 - Jaike Belfor, Nederlands actrice
- 1978 - Emilia, Zweeds zangeres
- 1978 - January Jones, Amerikaans actrice en model
- 1978 - Anke Wischnewski, Duits rodelaarster
- 1979 - Håvard Klemetsen, Noors noordse combinatieskiër
- 1980 - Sebastian Deisler, Duits voetballer
- 1980 - Georgia Gould, Amerikaans mountainbikester
- 1980 - Wim Jacobs, Belgisch veldrijder
- 1981 - Khoudir Aggoune, Algerijns atleet
- 1981 - Kjersti Buaas, Noors snowboardster
- 1981 - Tom Ternest, Belgisch acteur en toneelspeler
- 1982 - Sophie Binet, Frans syndicalist
- 1982 - Karel Geraerts, Belgisch voetballer
- 1982 - Janica Kostelić, Kroatisch skiester
- 1982 - Tiiu Nurmberg, Estisch alpineskiester
- 1982 - Jaroslav Plašil, Tsjechisch voetballer
- 1982 - Maki Tsukada, Japans judoka
- 1982 - Vadims Vasiļevskis, Lets atleet
- 1982 - Benoît Vaugrenard, Frans wielrenner
- 1982 - Joel Thomas Zimmerman (Deadmau5), Canadees producer en dj
- 1983 - Filip Adamski, Duits roeier
- 1983 - Ken Leemans, Belgisch voetballer
- 1984 - Shakeel Abbasi, Pakistaans hockeyer
- 1984 - Victor Abeln, Nederlands televisiepersoonlijkheid
- 1984 - Derrick Atkins, Bahamaans atleet
- 1984 - Fabien Libiszewski, Frans schaker
- 1985 - Hamdi Harbaoui, Belgisch-Tunesisch voetballer
- 1985 - Mercedes Peris, Spaans zwemster
- 1985 - Fabienne Suter, Zwitsers alpineskiester
- 1986 - Rikke Dijkxhoorn, Nederlands wielrenner
- 1986 - Danijel Milićević, Zwitsers voetballer
- 1986 - Jeanvion Yulu-Matondo, Congolees-Belgisch voetballer
- 1987 - Kristin Cavallari, Amerikaans actrice
- 1987 - Sito Riera, Spaans voetballer
- 1988 - Alexandra Engen, Zweeds mountainbikester
- 1988 - Nikola Kalinić, Kroatisch voetballer
- 1988 - Baba Diawara, Senegalees voetballer
- 1989 - Clara Cleymans, Belgisch actrice
- 1990 - Antoni Bandić, Bosnisch voetbalscheidsrechter
- 1990 - Gino Felixdaal, Nederlands voetballer
- 1990 - Leroy Fer, Nederlands voetballer
- 1990 - Ahti Toivanen, Fins biatleet
- 1991 - Denis Alibec, Roemeens voetballer
- 1991 - Jelle van Gorkom, Nederlands fietscrosser
- 1991 - Anne Terpstra, Nederlands wielrenster, mountainbiker
- 1992 - Moritz Bauer, Oostenrijks voetballer
- 1992 - Wilbert Magré, Nederlands pianist en dirigent
- 1992 - Ryan Sanusi, Belgisch voetballer
- 1993 - Ashton Baumann, Canadees zwemmer
- 1993 - Valentine Kipketer, Keniaans atlete
- 1994 - Thomas Horsten, Nederlands voetballer
- 1994 - Yoandys Lescay, Cubaans atleet
- 1994 - Szymon Rekita, Pools wielrenner
- 1995 - Meindert van Buuren, Nederlands autocoureur
- 1996 - Nicol Delago, Italiaans alpineskiester
- 1996 - Jeen de Jong, Nederlands wielrenner
- 1996 - Zinédine Machach, Frans voetballer
- 1996 - Óscar Tunjo, Colombiaans autocoureur
- 1997 - Jesús Vallejo, Spaans voetballer
- 1999 - Filip Ugrinic, Zwitsers-Servisch voetballer
- 2000 - Yari Montella, Italiaans motorcoureur
- 2003 - Jolien Knollema, Nederlands volleybalster

## Overleden

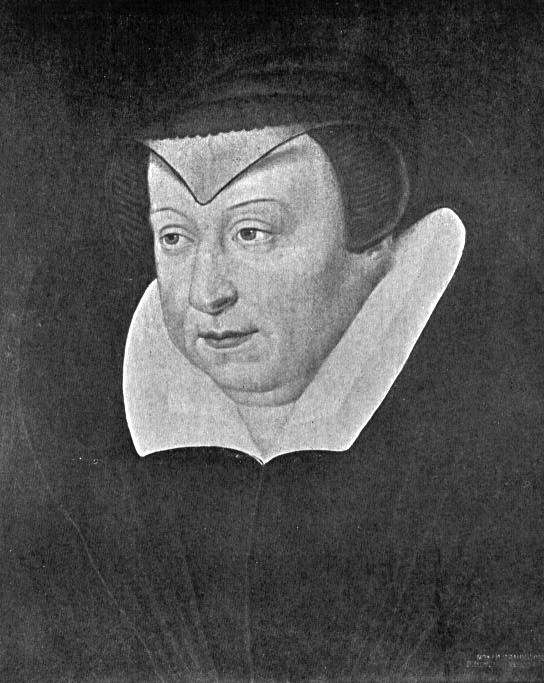
Catharina de' Medici
overleden in 1589

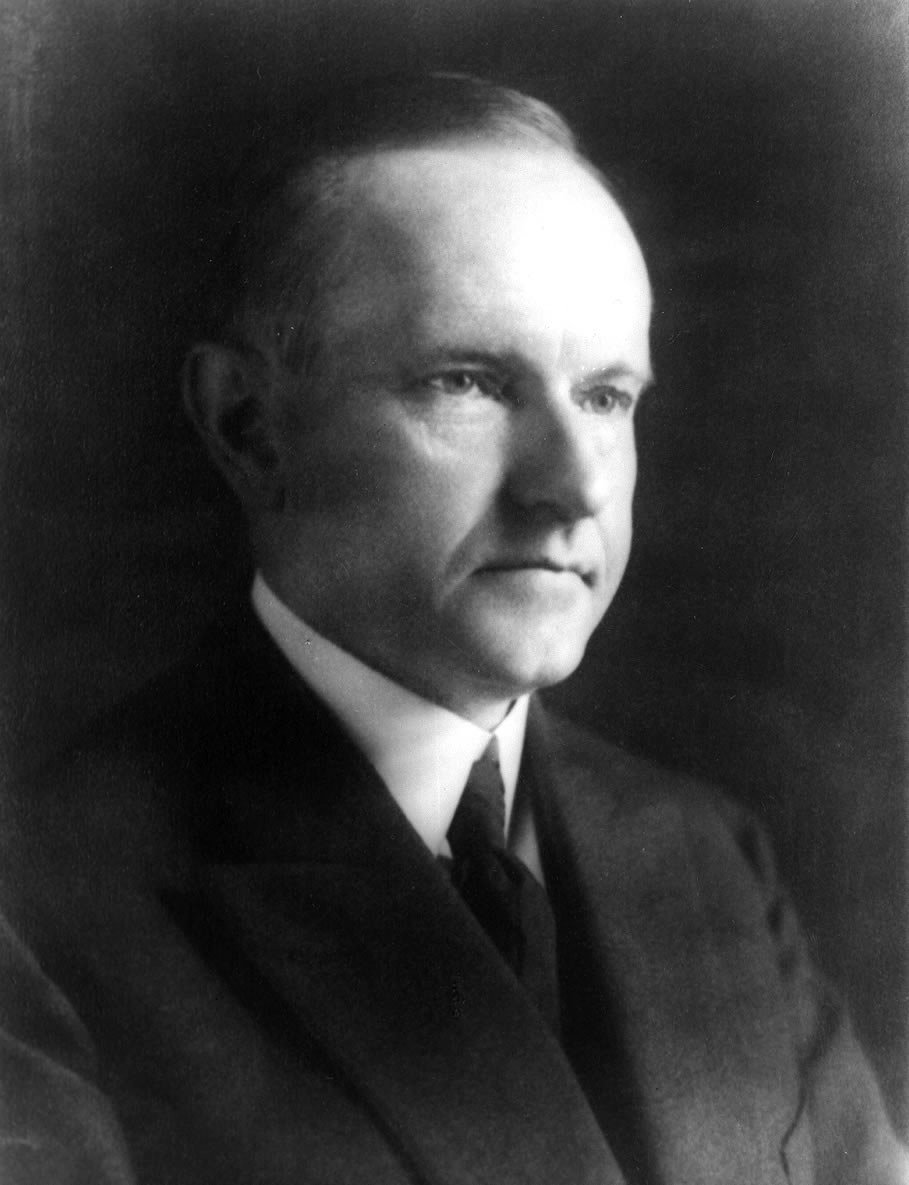
Calvin Coolidge
overleden in 1933

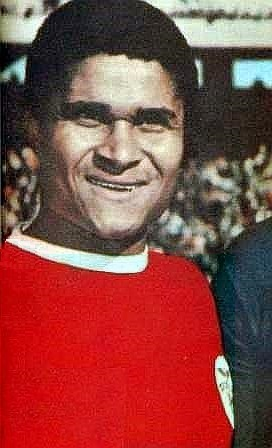
Eusébio
overleden in 2014

- 1448 - Christoffel III van Denemarken (29), koning van Denemarken
- 1477 - Karel de Stoute (43), hertog van Bourgondië
- 1556 - Adolf IV van Nassau-Idstein (37), graaf van Nassau-Idstein
- 1589 - Catharina de' Medici (69), koningin van Frankrijk
- 1626 - Cornelis Hooft (78), Nederlands staatsman, burgemeester van Amsterdam
- 1759 - Thomas d'Hénin-Liétard d'Alsace (79), Zuid-Nederlands kardinaal-aartsbisschop van Mechelen
- 1776 - Philipp Ludwig Statius Müller (50), Duits theoloog en zoöloog
- 1860 - John Neumann (48), Amerikaans heilige, bisschop van Philadelphia
- 1877 - Carl Timoleon von Neff (72), Russisch kunstschilder en kunstverzamelaar
- 1893 - Karel Houben (71), Nederlands pater; heilige van de Rooms-Katholieke kerk
- 1901 - Karel Alexander (82), groothertog van Saksen-Weimar-Eisenach
- 1922 - Ernest Shackleton (47), Anglo-Iers ontdekkingsreiziger
- 1910 - Léon Walras (75), Frans econoom
- 1933 - Calvin Coolidge (60), 30e president van de Verenigde Staten
- 1941 - Amy Johnson (37), Engelands eerste vrouwelijke piloot
- 1943 - George Washington Carver (81), Amerikaans scheikundige en botanicus
- 1945 - Kees Bitter (25), Nederlands verzetsstrijder en verrader
- 1945 - Johannes Petrus Lijding (30), Nederlands verzetsstrijder
- 1957 - Jerome Steever (76), Amerikaans waterpoloër
- 1959 - Adolpho Ducke (82), Braziliaans botanicus en entomoloog
- 1960 - Jacob van Domselaer (69), Nederlands componist
- 1961 - Cor Zegger (63), Nederlands zwemmer
- 1962 - Piet Keuning (79), Nederlands schrijver en dichter
- 1962 - Helmer Mörner (66), Zweeds ruiter
- 1962 - Max Pohlenz (89), Duits historicus
- 1965 - Herman Meulemans (71), Belgisch componist, organist en muziekpedagoog
- 1970 - Max Born (87), Duits wis- en natuurkundige en Nobelprijswinnaar
- 1972 - Gérard Devos (68), Belgisch voetballer
- 1975 - Viktor Anitsjkin (33), Sovjet-voetballer
- 1976 - John A. Costello (84), Iers politicus
- 1976 - Mal Evans (40), Brits roadmanager, persoonlijk assistent en muziekproducent
- 1979 - Charles Mingus (56), Amerikaans jazzmusicus
- 1981 - Lanza del Vasto (79), Italiaans filosoof, poëet, artiest, en geweldloos activist
- 1986 - Ilmari Salminen (83), Fins atleet
- 1986 - Annie Verhulst (90), Nederlands toneelactrice
- 1990 - Arthur Kennedy (75), Amerikaans acteur
- 1991 - Vasko Popa (68), Servisch dichter
- 1994 - Tip O'Neill (81), Amerikaans politicus
- 1995 - Francis Lopez (78), Frans componist
- 1997 - Bertil Bernadotte (84), prins van Zweden
- 1997 - André Franquin (73), Waals-Belgisch striptekenaar
- 1997 - Frans Piët (91), Nederlands striptekenaar
- 2000 - Ottis Stine (91), Amerikaans autocoureur
- 2001 - Elizabeth Anscombe (91), Brits filosofe
- 2002 - Roger Gyselinck (81), Belgisch wielrenner
- 2002 - Piet Pijn (75), Nederlands kunstschilder
- 2003 - Félix Loustau (80), Argentijns voetballer
- 2004 - Charles Dumas (66), Amerikaans atleet
- 2004 - Toos Goorhuis-Tjalsma (88), Nederlands (mede-)bedenkster van het Pieterpad
- 2005 - Antun Maqdisi (88 of 89), Syrisch politiek filosoof
- 2007 - Momofuku Ando (96), uitvinder van instantnoedels
- 2008 - Clinton Grybas (32), Australisch sportverslaggever
- 2009 - Adolf Merckle (74), Duits miljardair en ondernemer
- 2010 - Sander Simons (47), Nederlands journalist
- 2011 - Malangatana Ngwenya (74), Mozambikaans dichter, schilder en politicus
- 2012 - Frederica Sagor Maas (111), Amerikaans toneelschrijver, scenarioschrijver en auteur
- 2012 - Joos Somers (75), Belgisch politicus
- 2013 - Piet de Bekker (91), Nederlands burgemeester
- 2013 - Pierre Cogan (98), Frans wielrenner
- 2013 - Ann-Britt Leyman (90), Zweeds atlete
- 2013 - Jan Simoen (59), Belgisch jeugdboekenschrijver
- 2014 - Eusébio (71), Mozambikaans-Portugees voetballer
- 2014 - Slamet Gundono (47), Indonesisch poppenspeler en kunstenaar
- 2014 - Brian Hart (77), Brits autocoureur en luchtvaartconstructeur
- 2014 - Charles Henri (65), Nederlands beeldhouwer en kunstschilder
- 2014 - Govert Huijser (82), Nederlands generaal en chef defensiestaf
- 2014 - Carmen Zapata (86), Amerikaans actrice
- 2014 - Mustapha Zitouni (85), Frans-Algerijns voetballer
- 2015 - Jean-Pierre Beltoise (77), Frans motor- en autocoureur
- 2015 - Khan Bonfils (42), Vietnamees-Deens acteur
- 2015 - Antonio Fuertes (85), Spaans voetballer
- 2015 - Bernard Joseph McLaughlin (102), Amerikaans bisschop
- 2015 - Alfons Peeters (71), Belgisch voetballer
- 2016 - Pierre Boulez (90), Frans componist en dirigent
- 2016 - Ted Felen (84), Nederlands beeldend kunstenaar
- 2017 - Luc Coene (69), Belgisch econoom, politicus en bankier
- 2017 - Christopher Weeramantry (90), Sri Lankaans advocaat, rechter en hoogleraar
- 2018 - Jack Gadellaa (75), Nederlands regisseur
- 2018 - Ab Struyvenberg (91), Nederlands hoogleraar
- 2018 - Jerry Van Dyke (86), Amerikaans acteur en komiek
- 2018 - John Young (87), Amerikaans astronaut
- 2019 - Eric Haydock (75), Brits gitarist
- 2019 - Peter Masseurs (74), Nederlands trompettist
- 2020 - Little Jimmy (75), Belgisch bluesmuzikant
- 2020 - Hans Tilkowski (84), Duits voetballer/trainer
- 2021 - Colin Bell (74), Engels voetballer
- 2021 - George Boeree (68), Nederlands-Amerikaans psycholoog en hoogleraar
- 2021 - James Greene (89), Noord-Iers acteur
- 2022 - Francisco Álvarez Martínez (96), Spaans kardinaal
- 2022 - Anatole Novak (84), Frans wielrenner
- 2022 - George Rossi (61), Brits acteur
- 2023 - Earl Boen (81), Amerikaans acteur
- 2023 - Ernesto Castano (83), Italiaans voetballer
- 2023 - Renate Garisch-Culmberger (83), Duits atlete
- 2024 - Mário Zagallo (92), Braziliaans voetballer en voetbaltrainer
- 2025 - Robert Hübner (76), Duits schaker en papyroloog
- 2025 - Kostas Simitis (88), Grieks premier

## Viering/herdenking
- rooms-katholieke kalender:
  - Heilige Simeon de Styliet († c. 459)
  - Heilige Gerlachus van Houthem, kluizenaar († c. 1165) - Gedachtenis (in Bisdom Roermond)
  - Heilige John Nepomucene Neumann († 1860)
  - Heilige Karel (Houben) van Sint Andries, priester († 1893) - Gedachtenis (in Bisdom Roermond)
  - Heilige Aemiliana van Rome († 581)
  - Heilige Paus Telesforus († 136)
  - Heilige Edward de Belijder († 1066)

## Weerextremen

### Nederland
| | Officiële records | Officiële records | Officiële records |      | Landelijke records | Landelijke records | Landelijke records                |
| Gebeurtenis | Jaar              | Extreem           | Locatie           | Jaar | Extreem            | Locatie            |                                   |
| --- | ----------------- | ----------------- | ----------------- | ---- | ------------------ | ------------------ | --------------------------------- |
| Laagste etmaalgemiddelde temperatuur (°C) | 1979              | −12,4             | De Bilt           |      | 1979               | −17,0              | Eelde                             |
| Hoogste etmaalgemiddelde temperatuur (°C) | 1957              | 12,1              | De Bilt           |      | 1957 1999          | 12,5               | Gilze-Rijen Maastricht, Westdorpe |
| Laagste minimumtemperatuur (°C) | 1979              | −16,0             | De Bilt           |      | 1979               | −22,0              | Eelde                             |
| Hoogste minimumtemperatuur (°C) | 1957              | 11,4              | De Bilt           |      | 1957               | 11,6               | Gilze-Rijen                       |
| Laagste maximumtemperatuur (°C) | 1979              | −7,5              | De Bilt           |      | 1979               | −10,8              | Eelde                             |
| Hoogste maximumtemperatuur (°C) | 1999              | 13,5              | De Bilt           |      | 1999               | 15,9               | Arcen                             |
| Hoogste uurgemiddelde windsnelheid (m/s) | 1947              | 14,9              | De Bilt           |      | 1998               | 24,0               | Vlieland, IJmuiden                |
| Hoogste windstoot (m/s) | 1957              | 24,7              | De Bilt           |      | 1998               | 35,0               | IJmuiden                          |
| Langste zonneschijnduur (uur) | 1940, 1995        | 6,8               | De Bilt           |      | 1947               | 7,2                | Maastricht                        |
| Langste neerslagduur (uur) | 1976              | 22,3              | De Bilt           |      | 1976               | 22,3               | De Bilt                           |
| Hoogste etmaalsom van de neerslag (mm) | 1968              | 22,6              | De Bilt           |      | 1992               | 25,6               | Marknesse                         |
| Laagste etmaalgemiddelde relatieve vochtigheid (%) | 1947              | 61                | De Bilt           |      | 1947               | 61                 | De Bilt                           |
| Laagste uurwaarde luchtdruk op zeeniveau (hPa) | 1919              | 971,5             | De Bilt           |      | 1919               | 970,3              | Vlissingen                        |
| Hoogste uurwaarde luchtdruk op zeeniveau (hPa) | 1909              | 1041,1            | De Bilt           |      | 1973               | 1041,9             | Hoek van Holland                  |
| Officiële records worden altijd gemeten op het KNMI-weerstation in De Bilt. Landelijke records kunnen worden gemeten op elk officieel KNMI-weerstation in Nederland. |                   |                   |                   |      |                    |                    |                                   |

Uitzonderlijke gebeurtenissen
- 1924 - Officieel laagste minimumtemperatuur in °C van het jaar gemeten in De Bilt: −10,6. Samen met 4 januari
- 1971 - Officieel laagste minimumtemperatuur in °C van het jaar gemeten in De Bilt: −14,0
- 1979 - Landelijk maandrecord laagste etmaalgemiddelde temperatuur in °C van januari gemeten in Eelde: −17,0
- 1999 - Eerste landelijke zachte dag van het jaar gemeten in Arcen en Maastricht (maximumtemperatuur ≥ 15 °C op een officieel weerstation)

### België
Dagrecords
- 1979 - Laagste etmaalgemiddelde temperatuur −9,1 °C
- 1999 - Hoogste etmaalgemiddelde temperatuur 11,8 °C
- 1894 - Laagste minimumtemperatuur −13,6 °C
- 1999 - Hoogste maximumtemperatuur 14,5 °C
- 1906 - Hoogste etmaalsom van de neerslag 18,5 mm

Uitzonderlijke gebeurtenissen
- 1999 - Maximumtemperatuur 15,2 °C in Rochefort, 16,0 °C in Dourbes (Viroinval), 17,8 °C in Koersel (Beringen).
- 2012 - Storm in het land waardoor er een dode en meerdere zwaargewonden vallen. Windstoten bereiken snelheden van 119 km/u in Ernage (Gembloers).

<< · 1 · 2 · 3 · 4 · 5 · 6 · 7 · 8 · 9 · 10 · 11 · 12 · 13 · 14 · 15 · 16 · 17 · 18 · 19 · 20 · 21 · 22 · 23 · 24 · 25 · 26 · 27 · 28 · 29 · 30 · 31 · >>